# Indiai vitézsas
Az indiai vitézsas (Nisaetus kelaarti) a madarak (Aves) osztályának vágómadár-alakúak (Accipitriformes) rendjébe, ezen belül a vágómadárfélék (Accipitridae) családjába tartozó faj.
Magyar neve forrással nincs megerősítve.

## Rendszerezése
A fajt William Vincent Legge ausztrál katona és ornitológus írta le 1878-ban, a Spizaetus nembe Spizaetus kelaarti néven. Szerepelt a hegyi vitézsas (Nisaetus nipalensis) alfajaként Nisaetus nipalensis kelaarti néven is.

## Előfordulása
Dél-Ázsiában, India nyugati részén és Srí Lanka területén honos.

## Megjelenése
A hím átlagosan testhossza 70 centiméter, tojóé 76 centiméter.

## Természetvédelmi helyzete
A Természetvédelmi Világszövetség Vörös listáján nem szerepel.